# Kaibil Balam
Kayb'il B'alam (también escrito como Kayb'il B'alam) fue un príncipe del reino maya, hijo de Acab el Grande ubicado en el siglo XVI en el altiplano occidental de Guatemala en el actual Departamento de Huehuetenango. Kayb'il B'alam como príncipe heredero de la dinastía aquita, debía pasar por una serie de dificultades para poder hacerse acreedor al título de heredero del trono, la principal consistía, en recorrer una larga distancia perseguido por los mejores guerreros de la ciudad mam, situación que paso sin agravios el joven Kaibil Balam, dado que estaba destinado a dirigir a su pueblo en contra de los conquistadores.
 Durante la época de la conquista española, la mayor concentración poblacional de los mames se encontraba en la ciudad de Xinabahul (actualmente conocido como Huehuetenango que significa ("Tierra de los ancianos"), o en otros términos "tierra blanca", esto debido a que en dicho lugar se encontraba un oráculo con seis ancianos, los que daban respuesta a los diferentes cuestionamientos que allí surgían; a este acudían los reyes y príncipes guerreros herederos a la corona, a indagar acerca de su destino, situación parecida al Oráculo de Delfos en la antigua Grecia., razón por la cual cobro mucha importancia  
Por lo que a la llegada de los conquistadores españoles capitaneados por Gonzalo de Alvarado y Contreras hermano de Pedro de Alvarado, a la actual Guatemala, en 1525, la mayor parte de la población mam se refugió dentro de las fortificaciones de la ciudad de Zaculeu, la cual ofrecía la mejor defensa y el mayor repliegue de tropas de la zona, frente a los españoles, de esa forma el ataque se intensificó durante diez largos meses, los cuales fueron muy duros para los conquistados y sus aguerridos guerreros, quienes repelieron los ataques y resistieron dado que, contaban con un túnel por medio, el cual les permitía el intercambio de alimentos con Jiguhueal, actual Malacatancito, por medio del cual se alimentaban durante el difícil asedio, situación que se prolongó hasta que fueron traicionados por Xicail, princesa despechada que pretendía a Kayb'il B'alam, quien posteriormente fue conocida como "La Traidora", la cual indicó a los conquistadores la ruta del túnel. 
Finalmente descubiertos los mames estaban al borde de la inanición, por lo que se vieron resueltos a practicar la antropofagia cosa que el príncipe guerrero Kayb'il B'alam como príncipe e hijo de Acab el Grande reprobó; situación que lo obligó a rendirse ante los conquistadores españoles, sin embargo su rendición no fue completada, ni fue verdadera, porque él no fue capturado por los conquistadores españoles. 
Kayb'il B'alam junto con 120 de sus mejores guerreros, lograron escapar del asedio español y se refugiaron en la sierra de Los Cuchumatanes, y fue desde ahí que dieron guerra a los conquistadores, convirtiéndose en salteadores de los caminos que conducían de zaculeu a Tzuluma, dando guerra a pequeñas poblaciones de españoles que intentaban asentarse en la región, lo cual sucedió durante un largo periodo de años, suceso que dio lugar a la creencia de que Kayb'il B'alam era inmortal y de que su espíritu, salvaje e indomito, aun habita en la sierra de los cuchumatanes.
Su duro entrenamiento sirvió para que en 1975 en la República Guatemala se creara una fuerza especial de élite dentro del Ejército De Guatemala, denominada Kaibiles, los cuales son una inspiración directa del semi-legendario Kayb'il B'alam.
Hasta la fecha se desconoce  la ubicación de su tumba, sin embargo la tradición indica que los restos del príncipe guerrero se encuentran en la cordillera de los Cuchumatanes, específicamente en los llanos de San Miguel.
Fragmento de la obra estilo tragedia escrita por el huehueteco Juan Luis Argueta Ochoa: 
"Kayb'il B'alam: Oh omnipotente de los ojos cuadrados, duro es saber que mi ciudad y mi pueblo se han dispersado y que nunca habitaremos de nuevo la tierra que nos vio nacer. 
Ahau Kin: Tu ciudad podrá ser devastada y tendrá un único propósito; tu pueblo sin embargo no morirá y regresará a la Tierra Blanca, mientras que tú serás recordado perpetuamente.
Kayb'il B'alam: Debo cumplir con mi destino, lo cual duro resulta, puesto que me pides que abandone mi tierra y a la vez me pides que actúe sin honor.
Ahau Kin: Sencillo resulta hacer lo que nos agrada, pero ¿que gloria hay en ello?".